# Gare de L'Argentière-les Écrins
Ne doit pas être confondu avec Gare d'Argentière.
La gare de L'Argentière-les Écrins (anciennement dénommée « gare de L'Argentière-la-Bessée »)  est une gare ferroviaire française de la ligne de Veynes à Briançon, située sur le territoire de la commune de L'Argentière-la-Bessée, dans le département des Hautes-Alpes en région Provence-Alpes-Côte d'Azur. Elle est l'une des dessertes du Parc national des Écrins.
Elle est mise en service en 1884 par la Compagnie des chemins de fer de Paris à Lyon et à la Méditerranée (PLM). Anciennement dénommée « L'Argentière-la-Bessée » elle a été renommée depuis « L'Argentière-les Écrins » pour valoriser sa proximité avec le massif des Écrins.
C'est une gare de la Société nationale des chemins de fer français (SNCF), desservie par des trains Intercités, TER PACA et TER Auvergne-Rhône-Alpes.

## Situation ferroviaire
Établie à 976 mètres d'altitude, la gare de L'Argentière-les Écrins est située au point kilométrique (PK) 335,449 de la ligne de Veynes à Briançon (voie unique), entre les gares ouvertes de Montdauphin - Guillestre et de Briançon. S'intercalent les gares fermées de La Roche-de-Rame et Saint-Crépin en direction de Montdauphin - Guillestre, et de Prelles en direction de Briançon.
Elle dispose d'une deuxième voie pour le croisement des trains.

## Histoire

### Gare PLM
La gare de « L'Argentière-la-Bessée » est mise en service le 15 septembre 1884 par la Compagnie des chemins de fer de Paris à Lyon et à la Méditerranée (PLM), lorsqu'elle ouvre au service la section de la gare de Mont-Dauphin à celle de Briançon ce qui lui permet d'ouvrir l'exploitation sur la totalité de sa ligne de Gap à Briançon,.
À l'été 1896, une étude est effectuée pour réaliser une voie ferrée de la gare jusqu'à la ville de Vallouise puis par l'« Ailefroide », le coût estimé est d'environ cinq millions de francs. Ce projet ne se concrétisera pas.

La gare dans les années 1910
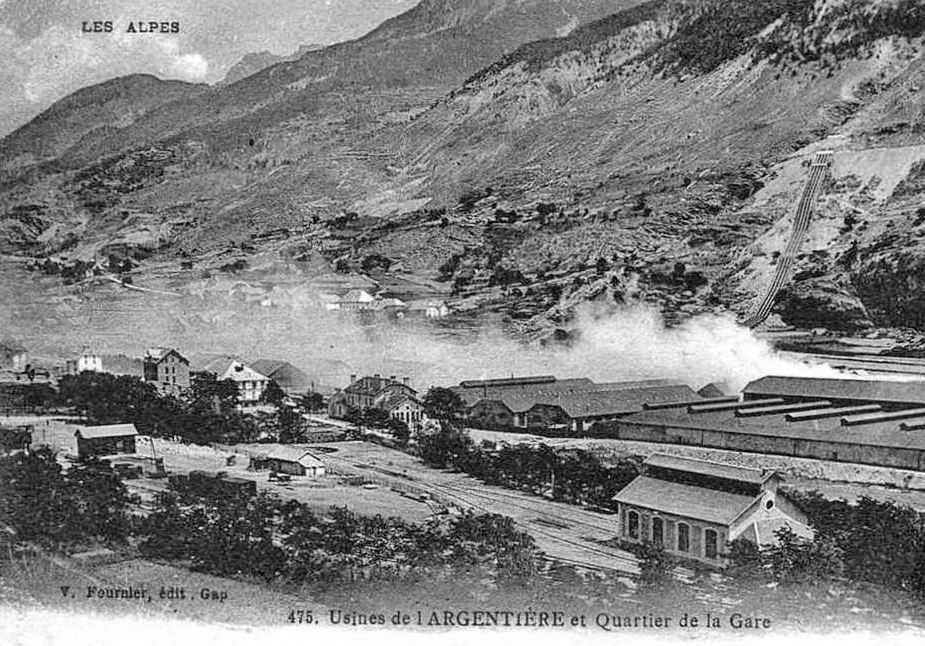
Quartier de la Gare.
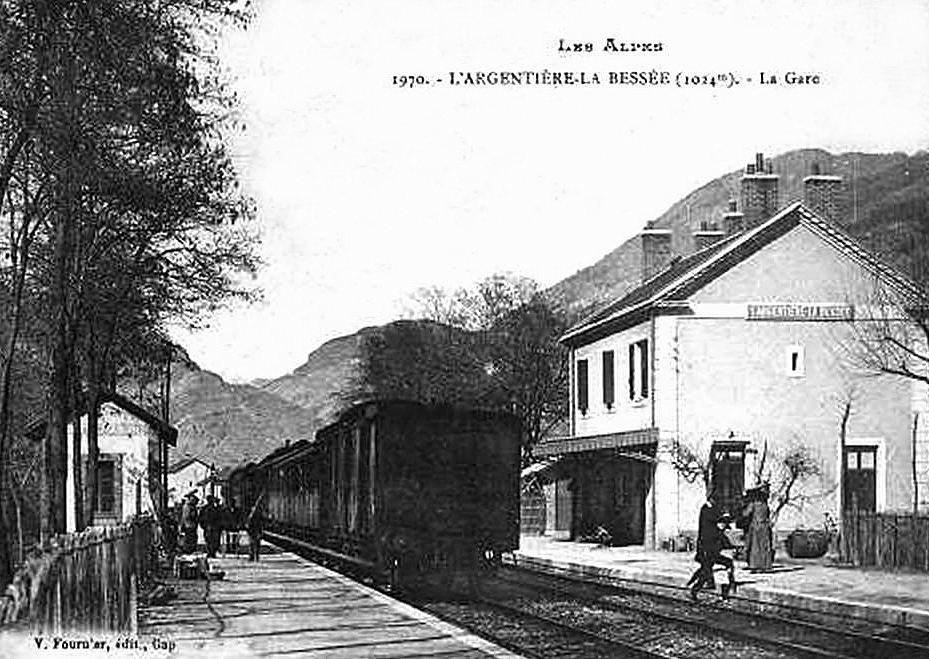
La gare.

En 1911, la gare de « L'Argentière-la-Bessée », fait partie de la « ligne de Livron à Briançon ». C'est une gare ouverte aux services complets de la grande et petite vitesse, à l'exclusion des chevaux chargés dans des wagons-écuries s'ouvrant en bout et des voitures à 4 roues, à deux fonds et à deux banquettes dans l'intérieur, omnibus, diligences, etc. En 1913, le quai couvert est agrandi. La gare dispose également de voies de service et d'une remise pour du matériel roulant.
Le livret Chaix, de 1915, pour la ligne de Livron à Briançon indique qu'il y a quotidiennement deux trains de voyageurs, dans chaque sens, sur la relation Veynes - Briançon. Ces omnibus qui s'arrêtent à toutes les gares, et notamment à L'Argentière-la-Bessée, mettent un peu moins de sept heures pour effectuer la totalité du parcours.

### Gare SNCF
En 1958, au service de l'été, un train mixte voyageurs/marchandises fait quotidiennement le parcours entre la gare et celle de Briançon
En 1961, la gare de L'Argentière-la-Bessée figure sur le carnet de profil SNCF de la région méditerranée, c'est une gare de la ligne de Veynes à Briançon. Son nom est toujours identique à celui de la commune, ce n'est que plus tard qu'elle sera renommée « L'Argentière-les Écrins ».

## Fréquentation
De 2015 à 2023, selon les estimations de la SNCF, la fréquentation annuelle de la gare s'élève aux nombres indiqués dans le tableau ci-dessous.
| Année     | 2015   | 2016   | 2017   | 2018   | 2019   | 2020   | 2021   | 2022   | 2023   |
| --------- | ------ | ------ | ------ | ------ | ------ | ------ | ------ | ------ | ------ |
| Voyageurs | 53 159 | 51 154 | 48 578 | 40 298 | 45 379 | 29 970 | 35 493 | 52 309 | 56 004 |

## Service des voyageurs

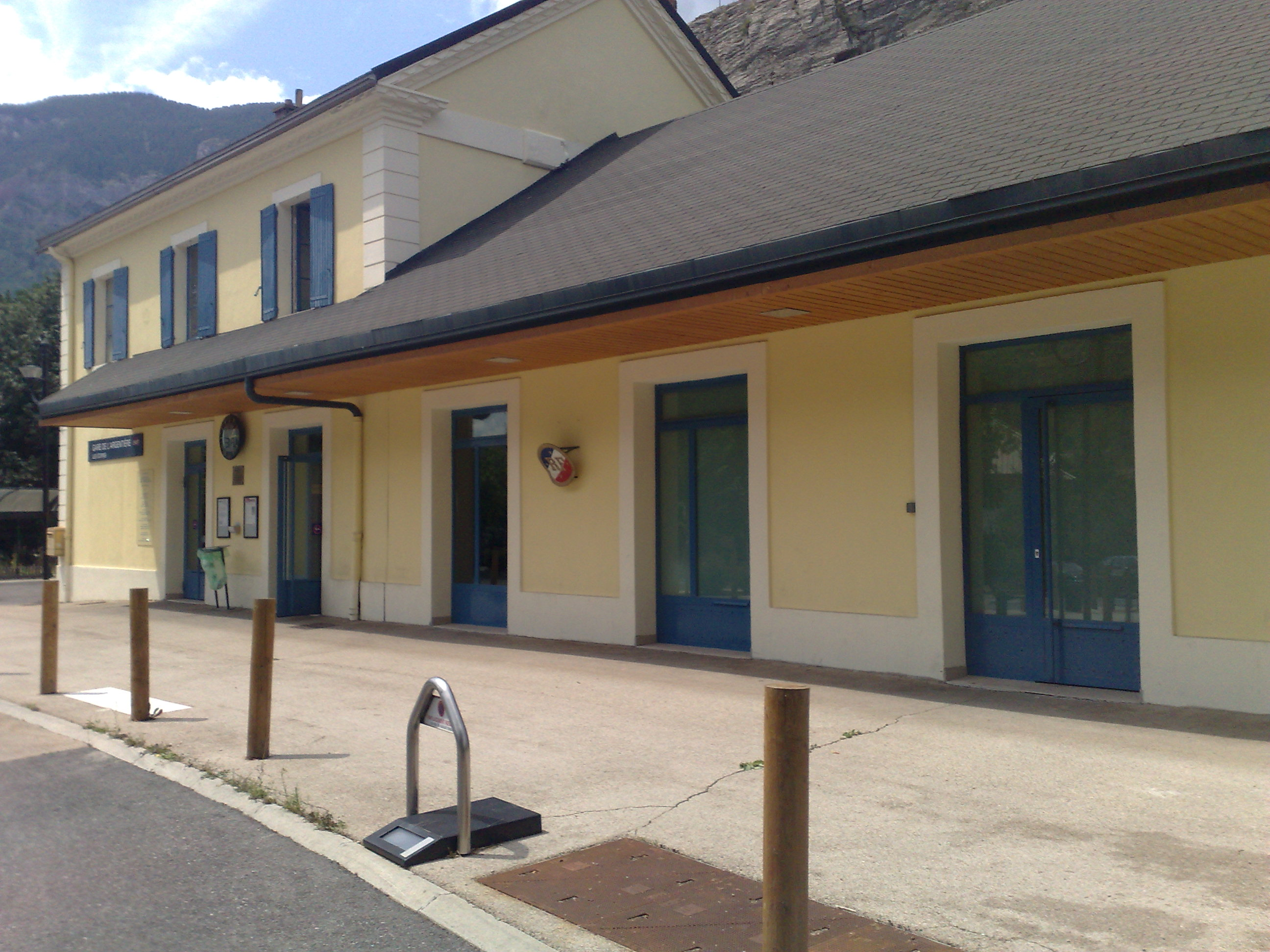
Autre vue de l'entrée de la gare.

### Accueil
Gare SNCF, elle dispose d'un bâtiment voyageurs, avec guichet, ouvert tous les jours.
Un passage de niveau planchéié permet la traversée des voies et le passage d'un quai à l'autre.

### Desserte
L'Argentière-les Écrins est desservie par les trains TER PACA et TER Auvergne-Rhône-Alpes (relations de Briançon à Grenoble, à Romans - Bourg-de-Péage et à Marseille-Saint-Charles), ainsi que par les trains de nuit (Intercités) (relation de Paris-Austerlitz à Briançon).

### Intermodalité
Un parc pour les vélos et un parking pour les véhicules y sont aménagés.

## Patrimoine ferroviaire
Elle a conservé son bâtiment voyageurs construit par la compagnie du PLM peu avant son ouverture en 1884.